# Colorant métallifère 1.1
 (mai 2020).
Si vous disposez d'ouvrages ou d'articles de référence ou si vous connaissez des sites web de qualité traitant du thème abordé ici, merci de compléter l'article en donnant les références utiles à sa vérifiabilité et en les liant à la section « Notes et références ».
Les colorants métallifères 1.1 sont des colorants solubles utilisés en teinturerie pour les fibres animales (laine).
1. Ce sont des colorants complexe 1.1 de chrome, parce qu'ils contiennent 1 molécule de colorant pour 1 atome de chrome.
2. Ils se teignent à peu près comme les colorants acides forts.
3. Ils teignent la laine rapidement et par conséquent unissent mal.(donc beaucoup de précautions)

## Mise en garde préalable à la lecture
- La teinturerie peut être considéré comme une industrie artisanale. Le côté industriel se retrouve dans les structures et infra structure que doit posséder une teinturerie. Le côté artisanal tient au fait qu'en partant d'un procédé de base, l'interprétation qu'en fait le teinturier diffère en fonction des machines dont il dispose, de la présentation de la marchandise à teindre (bourre, fils, tricot, tissus, tapis, dentelles, passementerie, lacets, cordes pour saucissons etc.), de l'usage auquel l'article est destiné, du prix que le donneur d'ordre est prêt à payer etc.
- On peut pratiquement dire qu'il y a autant de procédés de teinture qu'il y a de teinturiers, c'est pourquoi, ce qui suit ne donne qu'un aperçu du comment cela peut se faire.
- Il serait en effet trop long et de toute manière incomplet de donner le détail des opérations qu'une marchandise textile subit avant d'arriver entre les mains de l'usager final.
- Il faut également tenir compte que beaucoup d'articles à teindre sont composés de mélanges de fibres et que par conséquent il faut faire des compromis pour ménager le textile.

## Mode d'emploi des colorants métallifères 1.1
Les colorants métallifères 1.1 sont solubles à l'eau bouillante.
Les auxiliaires de teinture sont :
- de l'acide sulfurique à un pH 1,8-2
- un agent d'unisson
- le bain est porté progressivement à 50 °C - 60 °C. pendant 15 à 20 minutes,
- Le bain est porté progressivement à ébullition ( ~2 °C/min), reste en cet état pendant 45 à 60 minutes (toujours pour favoriser la pénétration), puis est refroidi à 80 °C pour l'échantillonnage.(vérification de la nuance obtenue) ; la correction éventuelle se fait par addition des colorants manquants.

Suivent des rinçages abondants et d'un rinçage final sous addition d'acétate de sodium.
On peut améliorer les solidités en fixant la teinture avec un tanin.

## Avantages et défauts
Les colorants métallifères 1.1 donnent des solidités intermédiaires aux colorants acides et colorants aux chrome.